# Eli Junior Kroupi
Eli Junior Eric Anat Kroupi (* 23. června 2006) je francouzský profesionální fotbalista, který hraje na pozici útočníka za klub FC Lorient.

## Mládí
Eli Junior Kroupi se narodil v bretaňském Lorientu a je synem bývalého reprezentanta Pobřeží slonoviny Éliho Kroupiho, který hrál profesionálně za FC Lorient, kde Junior začal hrát fotbal.

## Klubová kariéra
Junior Kroupi je produktem akademie Lorientu, na konci sezóny 2021/22 začal hrát za rezervní tým v Championnat National 2.
Svou první profesionální smlouvu s klubem podepsal v létě 2022. I když se ukázal jako pravidelný střelec v rezervě, poprvé se v profesionálním týmu objevil v dubnu 2023 v zápase Ligue 1 proti Marseille.
Eli Junior Kroupi debutoval v A-týmu FC Lorient 3. června 2023 během domácího utkání Ligue 1 proti Štrasburku a stal se nejmladším hráčem v historii svého klubu, když překonal předchozí rekord Mattea Guendouziho. V 83. minutě nahradil Romaina Faivreho a jeho tým vyhrál zápas 2:1. Přestože se jednalo o poslední kolo francouzské nejvyšší soutěže 2022/23, stal se Kroupi ve věku 16 let a 345 dní třetím nejmladším hráčem, který v této sezóně nastoupil na hřiště, hned za Warrenem Zaïre-Emerym a Lenym Yorem.
Dne 23. září 2023 vstřelil svůj první gól za Lorient v Ligue 1 při venkovní porážce 5:3 s Nantes a stal se nejmladším střelcem v historii klubu, čímž překonal předchozí rekord Andrého Ayewa. O měsíc později, 8. října, se stal ve věku 17 let a 107 dní druhým nejmladším hráčem, který skóroval dva góly v Ligue 1 při venkovní remíze 3:3 s Lyonem. Dne 11. října 2023 byl anglickým deníkem The Guardian vyhlášen jedním z nejlepších hráčů na světě narozených v roce 2006.

## Reprezentační kariéra
Eli Junior Kroupi je mládežnický reprezentant Francie, který byl poprvé povolán do týmu do 16 let v říjnu 2021. Brzy se stal produktivním střelcem francouzských mládežnických týmů, U16 a ještě více U17, kde vstřelil 9 gólů ve svých prvních 9 vystoupeních.
V květnu 2023 byl vybrán Jeanem-Lucem Vannuchim na Mistrovství Evropy ve fotbale do 17 let. Byl však nucen odstoupit kvůli zranění, zatímco jeho tým se nakonec dostal do finále celého turnaje.

## Statistiky

### Klubové
Platí k zápasu hranému 8. října 2023.
| Klub              | Sezóna            | Liga                   | Liga   | Liga | Národní pohár | Národní pohár | Ligový pohár | Ligový pohár | Kontinentální | Kontinentální | Ostatní | Ostatní | Celkově | Celkově |
| Klub              | Sezóna            | Soutěž                 | Zápasy | Góly | Zápasy        | Góly          | Zápasy       | Góly         | Zápasy        | Góly          | Zápasy  | Góly    | Zápasy  | Góly    |
| ----------------- | ----------------- | ---------------------- | ------ | ---- | ------------- | ------------- | ------------ | ------------ | ------------- | ------------- | ------- | ------- | ------- | ------- |
| Lorient II        | 2021/22           | Championnat National 2 | 3      | 2    | —             | —             | —            | —            | —             | —             | —       | —       | 3       | 2       |
| Lorient II        | 2022/23           | Championnat National 2 | 15     | 7    | —             | —             | —            | —            | —             | —             | —       | —       | 15      | 7       |
| Lorient II        | Celkově           | Celkově                | 18     | 9    | 0             | 0             | 0            | 0            | 0             | 0             | 0       | 0       | 18      | 9       |
| Lorient           | 2022/23           | Ligue 1                | 1      | 0    | 0             | 0             | —            | —            | —             | —             | —       | —       | 1       | 0       |
| Lorient           | 2023/24           | Ligue 1                | 7      | 3    | 0             | 0             | —            | —            | —             | —             | —       | —       | 7       | 3       |
| Lorient           | Celkově           | Celkově                | 8      | 3    | 0             | 0             | 0            | 0            | 0             | 0             | 0       | 0       | 8       | 3       |
| Celkově v kariéře | Celkově v kariéře | Celkově v kariéře      | 26     | 12   | 0             | 0             | 0            | 0            | 0             | 0             | 0       | 0       | 26      | 12      |